# Моделювання процесу
Термін моде́ль проце́су вживається в різних контекстах. Наприклад, при моделюванні бізнес процесів, модель процесів підприємства часто називають як модель бізнес процесів. Модель процесу є головною концепцією дисципліни розробки процесів.